# Chañarcillo
Chañarcillo é uma cidade e mina no deserto do Atacama, na província de Copiapó, região de Atacama, Chile, localizada perto de Vallenar e a 60 km de Copiapó. É conhecida por sua mineração de prata.
A cidade cresceu após a descoberta da mina de prata de Chañarcillo em 16 de maio de 1832, por Juan Godoy. Este evento desencadeou a corrida da prata chilena. ganhou destaque na segunda metade do século XIX e tornou-se importante na indústria de mineração do Atacama e uma das minas mais importantes para a economia chilena. Foi ligada por ferrovia antes de 1862. Hoje o assentamento está em grande parte em ruínas.
O Distrito de Chanarcillo produziu pelo menos US$ 100 milhões em prata antes do abandono. Essa produção de até 20 minas ficou limitada a uma área de meio quilômetro quadrado. De 1860 a 1885, foram produzidos 2.500.000 kg de prata. A maior parte da produção ocorreu antes de 1930 e, desde então, até 1960, apenas pequenas quantidades de prata foram obtidas através da remoção de pilares nas minas ou do material de descarte.
Em 1870, 1.570 mineiros trabalhavam nas minas de Chañarcillo; entretanto, as minas se esgotaram em 1874 e a mineração foi encerrada em grande parte em 1888, após as minas serem inundadas acidentalmente. Apesar disso, Chañarcillo foi o distrito minerador mais produtivo do Chile no século XIX.

## Geologia
Chañarcillo está no flanco sul de uma cúpula, a Serra de Chañarcillo, caracterizada por fraturas radiais e falhas direcionadas a noroeste. O minério de prata ocorre em veios quase verticais dentro dessas fraturas e falhas, entre camadas de calcários e tufos.  Essa zona de minério é uma rocha enriquecida com sulfeto oxidado e supergênico. Minérios oxidados ocorrem acima do lençol freático e o enriquecimento de sulfeto supergênico abaixo.
Na zona oxidada, os minerais metálicos, incluindo prata nativa e argentita, foram substituídos por cerargirita, iodobromita, bromita, embolite e iodargiрита. Na zona enriquecida com sulfeto supergênico, os minerais metálicos incluem pearceita, proustita, tetrahedrita, polibasita e pirargirita.
Foram encontrados grupos de grandes cristais em Chañarcillo, incluindo proustita, estefanita, clorargirita e adamita.